# Yeğyazar Kalfa
Yeğyazar Kalfa war ein armenischer Architekt, der im Auftrag von Sultan Mehmet I. (Çelebi Mehmed) zwischen 1414-1424 die Grüne Moschee und das Grüne Mausoleum von Brussa, dem heutigen Bursa, erbaute. (Kalfa bedeutet Geselle und ist eine Berufsbezeichnung).